# UCI Europe Tour 2006-2007
El UCI Europe Tour 2006-2007 fue la tercera temporada del calendario ciclístico internacional europeo. Se inició el 15 de octubre de 2006 con la Chrono des Nations y terminó el 16 de octubre de 2007 con el Premio Nacional de Clausura.
El ganador fue el italiano Alessandro Bertolini, quién obtuvo 4 victorias en la temporada. Logró los triunfos en el Giro de los Apeninos, la Coppa Placci, la Coppa Agostoni y  el Giro del Veneto.
Por equipos, el triunfo fue para el Rabobank Continental, mientras Italia ganó por países.

## Carreras y categorías
El calendario contó con 311 carreras. De ellas, 108 fueron por etapas mientras que 203 fueron de un día. 
Doscientos ochenta y siete carreras fueron para categoría élite y 24 competiciones fueron para categoría sub-23 (incluyendo la carrera en ruta y contrarreloj del campeonato europeo).
Las carreras élite fueron: veintisiete .HC (máxima categoría), seguido de ciento treinta y cuatro competiciones .1 y ciento veintiséis .2.
| Carreras   | Categoría | Cantidad |
| ---------- | --------- | -------- |
| Por etapas | 2.HC      | 11       |
| Por etapas | 2.1       | 42       |
| Por etapas | 2.2       | 46       |
| Por etapas | 2.2U      | 5        |
| Por etapas | 2.Ncup    | 4        |
| Un día     | 1.HC      | 16       |
| Un día     | 1.1       | 92       |
| Un día     | 1.2       | 80       |
| Un día     | 1.2U      | 11       |
| Un día     | 1.Ncup    | 2        |
| Un día     | CC        | 2        |

## Calendario

### Octubre 2006
| Fecha | Carrera                     | Cat. | Ganador             | Equipo          |
| ----- | --------------------------- | ---- | ------------------- | --------------- |
| 15    | Chrono des Nations          | 1.1  | Raivis Belohvoščiks | Universal Caffe |
| 17    | Premio Nacional de Clausura | 1.1  | Gorik Gardeyn       | Unibet.com      |

### Febrero 2007
| Fecha    | Carrera                            | Cat. | Ganador             | Equipo                 |
| -------- | ---------------------------------- | ---- | ------------------- | ---------------------- |
| 6        | Gran Premio Ciclista la Marsellesa | 1.1  | Jeremy Hunt         | Unibet.com             |
| 7 al 11  | Estrella de Bessèges               | 2.1  | Nick Nuyens         | Cofidis                |
| 10       | Gran Premio Costa de los Etruscos  | 1.1  | Alessandro Petacchi | Milram                 |
| 11       | Trofeo Mallorca                    | 1.1  | Óscar Freire        | Rabobank               |
| 12       | Trofeo Cala Millor                 | 1.1  | Vicente Reynés      | Caisse d'Epargne       |
| 13       | Trofeo Pollensa                    | 1.1  | Thomas Dekker       | Rabobank               |
| 14       | Trofeo Sóller                      | 1.1  | Antonio Colom       | Astana                 |
| 14 al 18 | Tour del Mediterráneo              | 2.1  | José Iván Gutiérrez | Caisse d'Epargne       |
| 15       | Trofeo Calviá                      | 1.1  | Unai Etxebarría     | Euskaltel-Euskadi      |
| 18 al 22 | Vuelta a Andalucía                 | 2.1  | Óscar Freire        | Rabobank               |
| 20       | Trofeo Laigueglia                  | 1.1  | Mikhail Ignatiev    | Tinkoff Credit Systems |
| 21 al 25 | Vuelta al Algarve                  | 2.1  | Alessandro Petacchi | Milram                 |
| 24       | Coppa San Geo                      | 1.2  | Hrvoje Miholjević   | Loborika Croazia       |
| 25       | Tour du Haut-Var                   | 1.1  | Filippo Pozzato     | Liquigas               |
| 27 al 3  | Vuelta a la Comunidad Valenciana   | 2.1  | Alejandro Valverde  | Caisse d'Epargne       |

### Marzo 2007
| Fecha    | Carrera                          | Cat.   | Ganador              | Equipo                                |
| -------- | -------------------------------- | ------ | -------------------- | ------------------------------------- |
| 2 al 4   | Tres Días de Vaucluse            | 2.2    | Sébastien Turgot     | Vendée U                              |
| 3        | Beverbeek Classic                | 1.2    | Nico Sijmens         | Landbouwkrediet-Tönissteiner          |
| 3        | Gran Premio Chiasso              | 1.1    | Pavel Brutt          | Tinkoff Credit Systems                |
| 3        | Omloop Het Volk                  | 1.HC   | Filippo Pozzato      | Liquigas                              |
| 4        | Clásica de Almería               | 1.1    | Giuseppe Muraglia    | Acqua & Sapone-Caffè Mokambo          |
| 4        | Kuurne-Bruselas-Kuurne           | 1.1    | Luca Mazzanti        | Ceramica Panaria-Navigare             |
| 4        | Gran Premio de Lugano            | 1.1    | Tom Boonen           | Quick Step-Innergetic                 |
| 4        | Trofeo Zssdi                     | 1.2    | Simone Ponzi         | Zalf Désirée Fior                     |
| 7        | Le Samyn                         | 1.1    | Jimmy Casper         | Unibet.com                            |
| 7 al 11  | Vuelta a Murcia                  | 2.1    | Alejandro Valverde   | Caisse d'Epargne                      |
| 9 al 11  | Tres Días de Flandes Occidental  | 2.1    | Jimmy Casper         | Unibet.com                            |
| 10       | Milán-Turín                      | 1.HC   | Danilo Di Luca       | Liquigas                              |
| 10       | Flecha Flamenca                  | 1.2    | Jelle Vanendert      | Chocolade Jacques-Topsport Vlaanderen |
| 11       | Gran Premio Villa de Lillers     | 1.2    | Benoît Daeninck      | UV Aube                               |
| 11       | Porec Trophy                     | 1.2    | Marko Kump           | Adria Mobil                           |
| 11       | Trofeo Franco Balestra           | 1.2    | Simone Ponzi         | Zalf Désirée Fior                     |
| 15 al 18 | Istrian Spring Trophy            | 2.2    | Edvald Boasson Hagen | Maxbo-Bianchi                         |
| 15 al 18 | Vuelta al Distrito de Santarém   | 2.1    | Robert Hunter        | Barloworld                            |
| 18       | Omloop van het Waasland          | 1.2    | Niko Eeckhout        | Chocolade Jacques-Topsport Vlaanderen |
| 18       | Giro del Mendrisiotto            | 1.2    | Andreas Dietziker    | Team L.P.R.                           |
| 18       | Gran Premio San Giuseppe         | 1.2    | Andrey Solomennikov  | Rusia                                 |
| 18       | París-Troyes                     | 1.2    | Yury Trofimov        | Moscow Stars                          |
| 21       | Nokere Koerse                    | 1.1    | Léon van Bon         | Rabobank                              |
| 21 al 24 | The Paths of King Nikola         | 2.2    | Mitja Mahorič        | Peruntnina Ptuj                       |
| 23       | Clásica de Loire-Atlantique      | 1.2    | Nicolas Jalabert     | Agritubel                             |
| 25       | Gran Premio Cholet-Pays de Loire | 1.1    | Stéphane Augé        | Cofidis                               |
| 25       | Roue Tourangelle                 | 1.2    | Yury Trofimov        | Moscow Stars                          |
| 265      | Ronde van het Groene Hart        | 1.1    | Wouter Weylandt      | Quick Step-Innergetic                 |
| 26 al 30 | Vuelta a Castilla y León         | 2.1    | Alberto Contador     | Discovery Channel                     |
| 26 al 1  | Tour de Normandía                | 2.2    | Martijn Maaskant     | Rabobank Continental                  |
| 27 al 31 | Settimana Coppi e Bartali        | 2.1    | Michele Scarponi     | Acqua & Sapone-Caffè Mokambo          |
| 28       | A través de Flandes              | 1.1    | Tom Boonen           | Chocolade Jacques-Topsport Vlaanderen |
| 28       | Gran Premio Waregem              | 1.2 U  | Enrico Montanari     |                                       |
| 30 al 1  | Gran Premio de Portugal          | 2.Ncup | Vitor Rodrígues      | Portugal                              |
| 31       | E3 Prijs Harelbeke               | 1.HC   | Tom Boonen           | Quick Step-Innergetic                 |
| 31 al 1  | Critérium Internacional          | 2.HC   | Jens Voigt           | CSC                                   |

### Abril
| Fecha   | Carrera                                    | País                 | Cat.   | Vencedor            | Equipo                           |
| ------- | ------------------------------------------ | -------------------- | ------ | ------------------- | -------------------------------- |
| 1.      | Flecha Brabanzona                          | Bélgica              | 1.1    | Óscar Freire        | Rabobank                         |
| 1.      | Trofeo Banca Popular de Vicenza            | Italia               | 1.2U   | Manuel Belletti     | Trevigiani Dynamon               |
| 3.-5.   | Tres días de La Panne                      | Bélgica              | 2.HC   | Alessandro Ballan   | Lampre-Fondital                  |
| 5.-9.   | Semana Lombarda                            | Italia               | 2.1    | Aleksandr Yefimkin  | Barloworld                       |
| 6.      | Route Adélie                               | Francia              | 1.1    | Rémi Pauriol        | Crédit agricole                  |
| 7.      | Gran Premio Miguel Induráin                | España               | 1.HC   | Rinaldo Nocentini   | Ag2r Prévoyance                  |
| 7.      | Hel van het Mergelland                     | Países Bajos         | 1.1    | Nico Sijmens        | Landbouwkrediet-Tönissteiner     |
| 7.      | Boucle de l'Artois                         | Francia              | 1.2    | Andrei Kliúiev      | Moscow Stars                     |
| 7.-9.   | Triptyque des Monts et Châteaux            | Bélgica              | 2.2    | Tom Leezer          | Rabobank Continental             |
| 8.      | Gran Premio de la Villa de Rennes          | Francia              | 1.1    | Serhi Matveyev      | Ceramica Panaria                 |
| 8.      | Gran Premio de la Ville de Nogent-sur-Oise | Francia              | 1.2    | Mateusz Mróz        | CCC Polsat-Polkowice             |
| 9.      | Giro del Belvedere                         | Italia               | 1.2    | Simone Stortoni     | Finauto Lucchini Neri            |
| 9.      | Vuelta a Colonia                           | Alemania             | 1.HC   | Juan José Haedo     | Team CSC                         |
| 10.     | Gran Premio Palio del Recioto              | Italia               | 1.2U   | Robert Kišerlovski  | Adria Mobil                      |
| 10.-13. | Circuito de la Sarthe                      | Francia              | 2.1    | Andreas Klöden      | Team Astana                      |
| 11.-15. | Vuelta al Alentejo                         | Portugal             | 2.1    | Manuel Vázquez      | Andalucía-Cajasur                |
| 12.     | Gran Premio Pino Cerami                    | Bélgica              | 1.1    | Luca Solari         | LPR Brakes                       |
| 13.-15. | Circuito de las Ardenas                    | Francia              | 2.2    | Jérôme Coppel       | CR4C Roanne                      |
| 14.     | Tour de Drenthe                            | Países Bajos         | 1.1    | Martijn Maaskant    | Rabobank Continental             |
| 15.     | Klasika Primavera                          | España               | 1.1    | Joaquim Rodríguez   | Caisse d'Épargne                 |
| 17.     | París-Camembert                            | Francia              | 1.1    | Sébastien Joly      | La Française des jeux            |
| 18.     | Scheldeprijs                               | Bélgica              | 1.HC   | Mark Cavendish      | T-Mobile Team                    |
| 18.     | Côte picarde                               | Francia              | 1.NCup | Simon Špilak        | Eslovenia                        |
| 18.-21. | Tour de Loir-et-Cher                       | Francia              | 2.2    | Alexandre Blain     | AVC Aix-en-Provence              |
| 18.-22. | Cinturón a Mallorca                        | España               | 2.2    | Richard Faltus      | Team Sparkasse                   |
| 19.     | Gran Premio de Denain                      | Francia              | 1.1    | Sébastien Chavanel  | La Française des jeux            |
| 19.-22. | Giro de los Abruzzos                       | Italia               | 2.2    | Luca Ascani         | Aurum Hotels                     |
| 19.-22. | Rhône-Alpes Isère Tour                     | Francia              | 2.2    | Gabriel Rasch       | Maxbo Bianchi                    |
| 20.     | Belgrado-Banja Luka I                      | Serbia               | 1.2    | Matej Gnezda        | Radenska Powerbar                |
| 21.     | Belgrado-Banja Luka II                     | Bosnia y Herzegovina | 1.2    | Žolt Der            | P-Nívó Betonexpressz 2000 Kft.se |
| 21.     | Lieja-Bastoña-Lieja sub-23                 | Bélgica              | 1.NCup | Grega Bole          | Eslovènia                        |
| 21.     | Tour de Finisterre                         | Francia              | 1.1    | Niels Brouzes       | Auber 93                         |
| 21.-25. | Gran Premio de Sochi                       | Rusia                | 2.2    | Aleksei Schmidt     | Moscow Stars                     |
| 22.     | Giro d'Oro                                 | Italia               | 1.1    | Dainius Kairelis    | Amore & Vita-McDonald’s          |
| 22.     | Vuelta a Holanda Septentrional             | Países Bajos         | 1.2    | Kenny van Hummel    | Skil-Shimano                     |
| 22.     | Tour de Düren                              | Alemania             | 1.2    | Marcel Beima        | Time-Van Hemert                  |
| 22.     | Tro Bro Leon                               | Francia              | 1.1    | Saïd Haddou         | Bouygues Telecom                 |
| 24.-27. | Giro del Trentino                          | Italia               | 2.1    | Damiano Cunego      | Lampre-Fondital                  |
| 25.     | Gran Premio della Liberazione              | Italia               | 1.2U   | Manuele Boaro       | Zalf Désirée Fior                |
| 25.-29. | Vuelta a Extremadura                       | España               | 2.2    | Nuno Marta          | Madeinox-Bric-Loulé              |
| 25.-29. | Vuelta a la Baja Sajonia                   | Alemania             | 2.1    | Alessandro Petacchi | Team Milram                      |
| 25.-1.  | Tour de Bretaña                            | Francia              | 2.2    | Lars Boom           | Rabobank Continental             |
| 26.-1.  | Giro delle Regioni                         | Italia               | 2.NCup | Rui Costa           | Portugal                         |
| 27.-29. | Vuelta a La Rioja                          | España               | 2.1    | Rubén Plaza         | Caisse d'Épargne                 |
| 29.     | París-Mantes-en-Yvelines                   | Francia              | 1.2    | Niels Brouzes       | Auber 93                         |
| 29.     | Tour de Flandes sub-23                     | Bélgica              | 1.2U   | Alexandr Pliuschin  | Chambéry CF                      |
| 29.     | East Midlands International Cicle Classic  | Reino Unido          | 1.2    | Malcolm Elliott     | Pinarello Racing                 |

### Maig
| Data    | Cursa                                        | País         | Cat. | Vencedor              | Equip                   |
| ------- | -------------------------------------------- | ------------ | ---- | --------------------- | ----------------------- |
| 1.      | Gran Premio del 1 de Mayo                    | Bélgica      | 1.2  | Wouter Mol            | P3 Transfer-Fondas      |
| 1.      | Memorial Andrzej Trochanowski                | Polonia      | 1.2  | Tomasz Lisowicz       | CCC Polsat-Polkowice    |
| 1.      | Gran Premio de Frankfurt                     | Alemania     | 1.HC | Patrik Sinkewitz      | T-Mobile Team           |
| 1.      | Subida al Naranco                            | España       | 1.1  | Koldo Gil             | Saunier Duval-Prodir    |
| 1.      | Tour de Vendée                               | Francia      | 1.1  | Mikel Gaztañaga       | Agritubel               |
| 2.      | Gran Premio de Moscú                         | Rusia        | 1.2  | Roman Klimov          | Premier                 |
| 3.      | Mayor Cup                                    | Rusia        | 1.2  | Denis Galimzyanov     | Premier                 |
| 3.-7.   | Vuelta a Asturias                            | España       | 2.1  | Koldo Gil             | Saunier Duval-Prodir    |
| 4.-6.   | Szlakiem Grodów Piastowskich                 | Polonia      | 2.1  | Tomasz Kiendyś        | CCC Polsat-Polkowice    |
| 5.      | GP Herning                                   | Dinamarca    | 1.1  | Kurt Asle Arvesen     | Team CSC                |
| 5.      | Gran Premio Industria y Artigianato-Larciano | Italia       | 1.1  | Vincenzo Nibali       | Liquigas                |
| 5.      | Tour d'Overijssel                            | Países Bajos | 1.2  | Marco Bos             | Jo Piels                |
| 5.-9.   | Cinco anillos de Moscú                       | Rusia        | 2.2  | Aliaksandr Kuschynski | Liquigas                |
| 6.      | Circuito del Porto                           | Italia       | 1.2  | Jacopo Guarnieri      | Marchiol Ima Liquigas   |
| 6.      | Colliers Classic                             | Dinamarca    | 1.1  | Juan José Haedo       | Team CSC                |
| 6.      | Giro de Toscana                              | Italia       | 1.1  | Vincenzo Nibali       | Liquigas                |
| 6.      | Omloop der Kempen                            | Países Bajos | 1.2  | Lars Boom             | Rabobank Continental    |
| 6.-13.  | Tour de Turquía                              | Turquía      | 2.2  | Ivailo Gabrovski      | Velo-M-Hemus-Makedonya  |
| 8.      | Coppa Città di Asti                          | Italia       | 1.2U | Tony Martin           | Thüringer Energie       |
| 8.-13.  | Cuatro Días de Dunkerque                     | Francia      | 2.HC | Matthieu Ladagnous    | La Française des jeux   |
| 9.-13.  | Giro del Friül-Venècia Júlia                 | Italia       | 2.2  | Alexander Filippov    | A.C.S. Gruppo Lupi      |
| 11.     | Memorial Oleg Dyachenko                      | Rusia        | 1.2  | Serguei Firsànov      | Rietumu Bank-Riga-Ideal |
| 11.-13. | Tour du Haut-Anjou                           | Francia      | 2.2U | Martijn Keizer        | Rabobank Continental    |
| 12.-13. | Clásica de Alcobendas                        | España       | 2.1  | Luis Pérez Rodríguez  | Andalucía-Cajasur       |
| 12.-20. | Olympia's Tour                               | Países Bajos | 2.2  | Thomas Berkhout       | Rabobank Continental    |
| 13.     | Gran Premio Industrias del Mármol            | Italia       | 1.2  | Anton Rechetnikov     | Rússia                  |
| 16.-20. | Flecha del Sur                               | Luxemburgo   | 2.2  | Borís Xpilévski       | Kio Ene-Tonazzi-DMT     |
| 16.-20. | Vuelta a Renania-Palatinado                  | Alemania     | 2.1  | Gerald Ciolek         | T-Mobile Team           |
| 17.     | Trofeo de los Escaladores                    | Francia      | 1.1  | Anthony Geslin        | Bouygues Telecom        |
| 17.-20. | Gran Premio Paredes Rota dos Móveis          | Portugal     | 2.1  | David Blanco          | Duja/Tavira             |
| 18.-20. | Tour de Picardía                             | Francia      | 2.1  | Robert Hunter         | Barloworld              |
| 19.     | Clásica Belgrad-Čačak                        | Serbia       | 1.2  | Matija Kvasina        | Perutnina Ptuj          |
| 20.-27. | FBD Insurance Rás                            | Irlanda      | 2.2  | Tony Martin           | Thüringer Energie       |
| 23.-27. | Circuito de Lorena                           | Francia      | 2.1  | Jörg Jaksche          | Tinkoff Credit Systems  |
| 24.-27. | Ronda del Isard                              | Francia      | 2.2U | John Devine           | Estats Units            |
| 25.     | Gran Premio Hydraulika Mikolasek             | Eslovaquia   | 1.2  | Marcin Sapa           | DHL-Author              |
| 25.-28. | Tour de Berlín                               | Alemania     | 2.2U | Michael Franzl        | Mapei Heizomat Bayern   |
| 26.     | Clásica Memorial Txuma                       | España       | 1.2  | Borís Xpilévski       | Kio Ene-Tonazzi-DMT     |
| 26.     | Gran Premio Kooperativa                      | Eslovaquia   | 1.2  | Kristjan Fajt         | Radenska Powerbar       |
| 26.     | SEB Tartu GP                                 | Estonia      | 1.2  | Erki Pütsep           | Bouygues Telecom        |
| 26.     | Giro di Festina                              | Austria      | 1.2  | Markus Eibegger       | Elk Haus-Simplon        |
| 27.     | Gran Premio Palma                            | Eslovaquia   | 1.2  | Petr Benčík           | PSK Whirlpool           |
| 28.     | Neuseen Classics                             | Alemania     | 1.1  | Denis Flahaut         | Jartazi-Promo Fashion   |
| 29.-3.  | Vuelta a Navarra                             | España       | 2.2  | Maurizio Biondo       | Kio Ene-Tonazzi-DMT     |
| 30.-3.  | Vuelta a Baviera                             | Alemania     | 2.HC | Stefan Schumacher     | Gerolsteiner            |
| 30.-3.  | Ringerike GP                                 | Noruega      | 2.2  | Edvald Boasson Hagen  | Maxbo Bianchi           |
| 30.-3.  | Vuelta a Bélgica                             | Bélgica      | 2.1  | Vladimir Gusev        | Discovery Channel       |
| 31.-3.  | Tour de Gironde                              | Francia      | 2.2  | Jonathan Thiré        | UC Nantes Atlantique    |

### Junio
| Fecha   | Carrera                                           | País         | Cat. | Vencedor            | Equipo                    |
| ------- | ------------------------------------------------- | ------------ | ---- | ------------------- | ------------------------- |
| 1.      | Gran Premio Tallin-Tartu                          | Estonia      | 1.1  | Erki Pütsep         | Estònia                   |
| 2.      | Gran Premio de Kranj                              | Eslovenia    | 1.1  | Borut Božič         | LPR                       |
| 2.      | Gran Premio de Plumelec-Morbihan                  | Francia      | 1.1  | Simon Gerrans       | Ag2r Prévoyance           |
| 2.      | Trofeo Alcide Degasperi                           | Italia       | 1.2  | Jacopo Guarnieri    | Marchiol Ima Liquigas     |
| 3.      | Boucles de l'Aulne                                | Francia      | 1.1  | Romain Feillu       | Agritubel                 |
| 3.      | Coppa della Pace                                  | Italia       | 1.2  | Marco Cattaneo      | SC Pagnoncelli NGC Perrel |
| 3.      | Gran Premio de Llodio                             | España       | 1.1  | David de la Fuente  | Saunier Duval-Prodir      |
| 3.      | París-Roubaix sub-23                              | Francia      | 1.2U | Damien Gaudin       | Vendée U                  |
| 3.      | Riga GP                                           | Letonia      | 1.2  | Gatis Smukulis      | Letònia                   |
| 4.-9.   | Volta a Lleida                                    | España       | 2.2  | Francis De Greef    | Davitamon-Win for Life    |
| 5.-10.  | Bałtyk-Karkonosze Tour                            | Polonia      | 2.2  | Roman Broniš        | DHL-Author                |
| 6.-10.  | Tour de Luxemburgo                                | Luxemburgo   | 2.HC | Grégory Rast        | Team Astana               |
| 8.-10.  | Euskal Bizikleta                                  | España       | 2.HC | Constantino Zaballa | Caisse d'Épargne          |
| 9.      | Gran Premio Schwarzwald                           | Alemania     | 1.1  | Radoslav Rogina     | Perutnina Ptuj            |
| 9.      | Memorial Marco Pantani                            | Italia       | 1.1  | Franco Pellizotti   | Liquigas                  |
| 9.-10.  | OZ Wielerweekend                                  | Países Bajos | 2.2  | Tom Veelers         | Rabobank Continental      |
| 10.     | G. P. Kanton Aargau                               | Suiza        | 1.HC | John Gadret         | Ag2r Prévoyance           |
| 10.     | Memorial Philippe Van Coningsloo                  | Bélgica      | 1.2  | Frederiek Nolf      | Wielergroep Beveren 200   |
| 12.-16. | Vuelta a Eslovenia                                | Eslovenia    | 2.1  | Tomaž Nose          | Adria Mobil               |
| 12.-17. | Vuelta a Turingia                                 | Alemania     | 2.2U | Mathias Frank       | Suiza                     |
| 13.     | Veenendaal-Veenendaal                             | Países Bajos | 1.HC | Steffen Radochla    | Team Wiesenhof            |
| 13.-19. | Circuito Montañés                                 | España       | 2.2  | Bauke Mollema       | Rabobank Continental      |
| 14.-17. | Gran Premio Internacional Paredes Rota dos Móveis | Portugal     | 2.1  | Pedro Cardoso       | LA-MSS                    |
| 14.-17. | Ronde de l'Oise                                   | Francia      | 2.2  | Fredrik Johansson   | Designa Køkken            |
| 16.     | Delta Profronde                                   | Países Bajos | 1.1  | Denis Flahaut       | Jartazi-Promo Fashion     |
| 18.-24. | Vuelta a Serbia                                   | Serbia       | 2.2  | Matej Stare         | Perutnina Ptuj            |
| 19.-23. | Ster Elektrotoer                                  | Países Bajos | 2.1  | Sebastian Langeveld | Rabobank                  |
| 21.-23. | Mainfranken-Tour                                  | Alemania     | 2.2  | Anatoli Kaschtan    | Ucraïna                   |
| 21.-24. | Boucles de la Mayenne                             | Francia      | 2.2  | Nicolas Vogondy     | Agritubel                 |
| 21.-24. | Ruta del Sur                                      | Francia      | 2.1  | Óscar Sevilla       | Relax-GAM Fuenlabrada     |
| 24.     | Kärnten Viper Grand Prix                          | Austria      | 1.2  | Martin Riška        | Swiag                     |
| 27.     | Halle-Ingooigem                                   | Bélgica      | 1.1  | Janek Tombak        | Jartazi-Promo Fashion     |
| 27.     | Internationale Wielertrofee Jong Maar Moedig      | Bélgica      | 1.2  | Sven Nys            | Rabobank Continental      |
| 27.     | Vuelta a Frisia                                   | Países Bajos | 1.1  | Maarten den Bakker  | Skil-Shimano              |

### Julio
| Fecha   | Carrera                                                | País         | Cat. | Vencedor           | Equipo                                |
| ------- | ------------------------------------------------------ | ------------ | ---- | ------------------ | ------------------------------------- |
| 3.      | Trofeo Città di Brescia                                | Italia       | 1.2  | Luca Gasparini     | SC Pagnoncelli NGC Perrel             |
| 4.      | Gran Premio Gerrie Knetemann                           | Países Bajos | 1.1  | Olivier Kaisen     | Predictor-Lotto                       |
| 4.-8.   | Carrera de la Solidaridad y de los Campeones Olímpicos | Polonia      | 2.1  | Łukasz Bodnar      | Intel-Action                          |
| 7.      | Gran Premio Bradlo                                     | Eslovaquia   | 1.2U | Maciej Bodnar      | Polònia                               |
| 7.      | Tour del Jura                                          | Suiza        | 1.2  | Guillaume Levarlet | Auber 93                              |
| 8.      | De Drie Zustersteden                                   | Bélgica      | 1.2  | Bert De Waele      | Landbouwkrediet-Tönissteiner          |
| 8.      | Giro del Medio Brenta                                  | Italia       | 1.2  | Adriano Angeloni   | Ceramica Flaminia                     |
| 8.      | Tour de Doubs                                          | Francia      | 1.1  | Vincent Jérôme     | Bouygues Telecom                      |
| 8.-15.  | Vuelta a Austria                                       | Austria      | 2.HC | Stijn Devolder     | Discovery Channel                     |
| 11.-14. | Gran Premio Ciclista de Gemenc                         | Hungría      | 2.2  | Sander Oostlander  | Löwik Meubelen                        |
| 11.-15. | Trofeo Joaquim Agostinho                               | Portugal     | 2.1  | Xavier Tondo       | LA-MSS                                |
| 14.     | Cronoscalata Gardone V.T. - Prati di Caregno           | Italia       | 1.2  | Bruno Rizzi        | SC Pagnoncelli NGC Perrel             |
| 15.     | Coppa Colli Briantei Internazionale                    | Italia       | 1.2  | Emanuele Moschen   | A.S.D. Unidelta Bottoli Arvedi        |
| 15.     | Gran Premio de Dourges-Hénin-Beaumont                  | Francia      | 1.2  | Martin Mortensen   | Designa Køkken                        |
| 15.     | Pomorski Klasyk                                        | Polonia      | 1.2  | Marcin Sapa        | DHL-Author                            |
| 15.-24. | Way to Pekin                                           | Rusia        | 2.2  | Aleksei Kunxin     | Premier                               |
| 18.-22. | Vuelta a la Comunidad de Madrid                        | España       | 2.2  | Manel Lloret       | Fuerteventura-Canarias                |
| 20.     | Campeonato de Europa - contrarreloj sub-23             | Bulgaria     | CC   | Maksim Belkov      | Rússia                                |
| 21.     | Giro delle Valli Aretine                               | Italia       | 1.2  | Davide Malacarne   | Zalf Désirée Fior                     |
| 21.     | Gran Premio Cristal Energie                            | Francia      | 1.2  | Florian Morizot    | Auber 93                              |
| 22.     | Campeonato de Europa - carrera en ruta sub-23          | Bulgaria     | CC   | Andrei Kliúiev     | Rusia                                 |
| 22.     | Giro del Casentino                                     | Italia       | 1.2  | Francesco Ginanni  | Finauto-Neri                          |
| 24.-28. | Dookola Mazowska                                       | Polonia      | 2.2  | Marek Wesoły       | CCC Polsat-Polkowice                  |
| 25.     | Clásica de Ordizia                                     | España       | 1.1  | Joaquim Rodríguez  | Caisse d'Épargne                      |
| 25.-29. | Vuelta a Sajonia                                       | Alemania     | 2.1  | Joost Posthuma     | Rabobank                              |
| 26.     | Internatie Reningelst                                  | Bélgica      | 1.2  | Iljo Keisse        | Chocolade Jacques-Topsport Vlaanderen |
| 26.-29. | Brixia Tour                                            | Italia       | 2.1  | Davide Rebellin    | Gerolsteiner                          |
| 28.-1.  | Tour de Valonia                                        | Bélgica      | 2.HC | Borut Božič        | Team LPR                              |
| 29.     | Gran Premio de la Villa de Pérenchies                  | Francia      | 1.2  | Peter Ronsse       | Babes Only-Villapark                  |
| 29.     | Gran Premio Inda                                       | Italia       | 1.2  | Bruno Rizzi        | SC Pagnoncelli NGC Perrel             |
| 31.     | Circuito de Guecho                                     | España       | 1.1  | Vicente Reynés     | Caisse d'Épargne                      |

### Agosto
| Fecha   | Carrera                                                  | País       | Cat.   | Vencedor                   | Equip                                   |
| ------- | -------------------------------------------------------- | ---------- | ------ | -------------------------- | --------------------------------------- |
| 1.-5.   | Tour de Alsacia                                          | Francia    | 2.2    | Benoît Luminet             | CR4C Roanne                             |
| 1.-5.   | Vuelta a Dinamarca                                       | Dinamarca  | 2.HC   | Kurt Asle Arvesen          | Team CSC                                |
| 1.-5.   | Vuelta a León                                            | España     | 2.2    | Miyataka Shimizu           | Nippo Corporation-Meitan Hompo          |
| 2.-4.   | Małopolski Wyścig Górski                                 | Polonia    | 2.2    | Mateusz Komar              | DHL-Author                              |
| 3.      | Gran Premio Betonexpressz 2000                           | Hungría    | 1.2    | Žolt Der                   | P-Nívó Betonexpressz 2000 Kft.se        |
| 4.      | Rund um die Hainleite                                    | Alemania   | 1.1    | Greg Van Avermaet          | Predictor-Lotto                         |
| 4.      | Gran Premio Folignano                                    | Italia     | 1.2    | Francesco De Bonis         | SC Monturano Civitanova Cascinare       |
| 4.      | Gran Premio P-Nivo                                       | Hungría    | 1.2    | Nebojša Jovanović          | Sèrbia                                  |
| 4.      | Scandinavian Open Road Race                              | Suecia     | 1.2    | Lucas Persson              | Suècia                                  |
| 4.-15.  | Vuelta a Portugal                                        | Portugal   | 2.HC   | Xavier Tondo               | LA-MSS                                  |
| 5.      | Giro Ciclistico del Cigno                                | Italia     | 1.2    | Americo Novembrini         | Massi Équipe Euronics                   |
| 5.      | Giro de los Apeninos                                     | Italia     | 1.1    | Alessandro Bertolini       | Serramenti PVC Diquigiovanni            |
| 5.      | Subida a Urkiola                                         | España     | 1.1    | José Ángel Gómez Marchante | Saunier Duval-Prodir                    |
| 5.      | Polynormande                                             | Francia    | 1.1    | Benoît Vaugrenard          | La Française des jeux                   |
| 5.      | Sparkassen Giro Bochum                                   | Alemania   | 1.1    | Andy Cappelle              | Landbouwkrediet-Tönissteiner            |
| 6.-9.   | Tour de los Pirineos                                     | Francia    | 2.2    | Sergio Pardilla            | Viña Magna-Cropu                        |
| 8.-9.   | París-Corrèze                                            | Francia    | 2.1    | Edvald Boasson Hagen       | Maxbo Bianchi                           |
| 9.      | Gran Premio Ciudad de Camaiore                           | Italia     | 1.1    | Fortunato Baliani          | Ceramica Panaria-Navigare               |
| 11.     | Giro del Lacio                                           | Italia     | 1.HC   | Gabriele Bosisio           | Tenax                                   |
| 11.     | Copa de los Cárpatos                                     | Polonia    | 1.2    | Mateusz Mróz               | CCC Polsat-Polkowice                    |
| 12.     | Memoriał Henryka Łasaka                                  | Polonia    | 1.1    | Krzysztof Jeżowski         | CCC Polsat-Polkowice                    |
| 12.     | Trofeo Internacional Bastianelli                         | Italia     | 1.2    | Francesco De Bonis         | SC Monturano Civitanova Cascinare       |
| 12.     | Trofeo Matteotti                                         | Italia     | 1.1    | Filippo Pozzato            | Liquigas                                |
| 12.-15. | Tour de l'Ain                                            | Francia    | 2.1    | John Gadret                | Ag2r Prévoyance                         |
| 13.     | Gran Premio Ciudad de Felino                             | Italia     | 1.2    | Tomislav Dančulović        | B.K. Loborika Croazia                   |
| 14.-18. | Vuelta a Burgos                                          | España     | 2.HC   | Mauricio Soler             | Barloworld                              |
| 15.     | Puchar Ministra Obrony Narodowej                         | Polonia    | 1.2    | Tarmo Raudsepp             | Rietumu Bank-Riga-Ideal                 |
| 16.     | Gran Premio Capodarco                                    | Italia     | 1.2    | Hrvoje Miholjević          | B.K. Loborika Croazia                   |
| 17.     | Gara Ciclistica Milionaria                               | Italia     | 1.2    | Tomislav Dančulović        | B.K. Loborika Croazia                   |
| 21.     | Gran Premio de la Villa de Zottegem                      | Bélgica    | 1.1    | Jonas Aaen Jørgensen       | Team GLS                                |
| 21.     | Tres Valles Varesinos                                    | Italia     | 1.HC   | Christian Murro            | Tenax                                   |
| 21.-24. | Tour de Limousin                                         | Francia    | 2.1    | Pierrick Fédrigo           | Bouygues Telecom                        |
| 22.     | Coppa Agostoni                                           | Italia     | 1.1    | Alessandro Bertolini       | Serramenti PVC Diquigiovanni            |
| 22.     | Druivenkoers Overijse                                    | Bélgica    | 1.1    | Roy Sentjens               | Predictor-Lotto                         |
| 22.-26. | Gran Premio Guillermo Tell                               | Suiza      | 2.NCup | Anton Rechetnikov          | Rússia                                  |
| 22.-26. | Regio-Tour                                               | Alemania   | 2.1    | Moisés Dueñas              | Agritubel                               |
| 22.-26. | Vuelta a Irlanda                                         | Irlanda    | 2.1    | Stijn Vandenbergh          | Unibet.com                              |
| 23.     | Coppa Bernocchi                                          | Italia     | 1.1    | Danilo Napolitano          | Lampre-Fondital                         |
| 24.-26. | Szlakiem Walk Major Hubala                               | Polonia    | 2.2    | Tomasz Kiendyś             | CCC Polsat-Polkowice                    |
| 25.     | Trofeo Melinda                                           | Italia     | 1.1    | Santo Anzà                 | Serramenti PVC Diquigiovanni            |
| 26.     | Châteauroux Classic de l'Indre                           | Francia    | 1.1    | Christopher Sutton         | Cofidis                                 |
| 26.     | Clásica de los Puertos                                   | España     | 1.1    | Héctor Guerra              | Liberty Seguros Continental             |
| 26.     | Rund um den Sachsenring                                  | Alemania   | 1.2    | Tobias Erler               | 3C-Gruppe                               |
| 26.     | Antwerpse Havenpijl                                      | Bélgica    | 1.2    | Denis Flahaut              | Babes Only-Villapark Lingemeer-Flanders |
| 26.-30. | The paths of Victory Tour                                | Turquía    | 2.2    | Zoltán Remák               | P-Nívó Betonexpressz 2000 Kft.se        |
| 27.     | Gran Premio de Beuvry-la-Forêt                           | Francia    | 1.2    | Vytautas Kaupas            | Jartazi-Promo Fashion                   |
| 28.-31. | Tour de Poitou-Charentes                                 | Francia    | 2.1    | Thomas Voeckler            | Bouygues Telecom                        |
| 28.-2.  | Giro del Valle de Aosta                                  | Italia     | 2.2    | Alex Ardila                | G.S. Unidelta Bottoli Arvedi Garda      |
| 29.     | Gran Premio Nobili Rubinetterie                          | Italia     | 1.1    | Luis Felipe Laverde        | Ceramica Panaria-Navigare               |
| 29.-2.  | Vuelta a Eslovaquia                                      | Eslovaquia | 2.2    | Joost van Leijen           | Van Vliet-EBH Advocaten                 |
| 30.     | Gran Premio Industria y Commercio Artigianato Carnaghese | Italia     | 1.1    | Aurélien Passeron          | Acqua & Sapone                          |

### Septiembre
| Fecha   | Carrera                                | País            | Cat.   | Vencedor                        | Equipo                                |
| ------- | -------------------------------------- | --------------- | ------ | ------------------------------- | ------------------------------------- |
| 1.      | Giro del Veneto                        | Italia          | 1.HC   | Alessandro Bertolini            | Serramenti PVC Diquigiovanni          |
| 2.      | Gran Premio Jef Scherens               | Bélgica         | 1.1    | Bram Tankink                    | Quick Step-Innergetic                 |
| 4.      | Copa Sels                              | Bélgica         | 1.1    | Kenny Dehaes                    | Chocolade Jacques-Topsport Vlaanderen |
| 5.      | Memorial Rik Van Steenbergen           | Bélgica         | 1.1    | Greg Van Avermaet               | Predictor-Lotto                       |
| 6.-9.   | Giro de Toscana sub-23                 | Italia          | 2.2    | Emanuele Vona                   | Neri Finauto Lucchini                 |
| 6.-15.  | Tour del Porvenir                      | Francia         | 2.NCup | Bauke Mollema                   | Països Baixos                         |
| 8.      | Coppa Placci                           | Italia          | 1.HC   | Alessandro Bertolini            | Serramenti PVC Diquigiovanni          |
| 8.-9.   | Triptyque des Barrages                 | Bélgica         | 2.2U   | Gediminas Bagdonas              | Klaipeda-Splendid                     |
| 9.      | Giro de la Romagna                     | Italia          | 1.1    | Eddy Serri                      | Miche                                 |
| 9.      | Memorial Davide Fardelli               | Italia          | 1.2    | Luca Dodi                       |                                       |
| 9.      | Polymultipliée lyonnaise               | Francia         | 1.2    | Noan Lelarge                    | Bretagne-Armor Lux                    |
| 9.      | Trofeo Salvatore Morucci               | Italia          | 1.2    | Fabio Terrenzio                 | Vega Acqua & Sapone                   |
| 9.-13.  | Tour de Mevlana                        | Turquía         | 2.2    | Kemal Küçükbay                  |                                       |
| 9.-15.  | Vuelta a Gran Bretaña                  | Reino Unido     | 2.1    | Romain Feillu                   | Agritubel                             |
| 11.-16. | Tour de Croacia                        | Croacia         | 2.2    | Radoslav Rogina                 | Perutnina Ptuj                        |
| 15.     | París-Bruselas                         | Bélgica         | 1.HC   | Robbie McEwen                   | Predictor-Lotto                       |
| 15.     | Praga-Karlovy Vary-Praga               | República Checa | 1.2    | Stanislav Kozubek               | PSK Whirlpool-Hradec Králové          |
| 16.     | Chrono Champenois                      | Francia         | 1.2    | Cameron Wurf                    | Austràlia                             |
| 16.     | Gran Premio de Fourmies                | Francia         | 1.HC   | Peter Velits                    | Wiesenhof-Felt                        |
| 16.     | Vuelta a Nuremberg                     | Alemania        | 1.1    | Fabian Wegmann                  | Gerolsteiner                          |
| 16.     | Trofeo Gianfranco Bianchin             | Italia          | 1.2    | Americo Novembrini              | Massi Équipe                          |
| 16.-19. | Gran Premio de Valonia                 | Bélgica         | 1.1    | Bert De Waele                   | Landbouwkrediet-Tönissteiner          |
| 19.-23. | Drei-Länder-Tour                       | Alemania        | 2.1    | Thomas Dekker                   | Rabobank                              |
| 21.     | Campeonato de Flandes                  | Bélgica         | 1.1    | Baden Cooke                     | Unibet.com                            |
| 21.     | Tour de la Somme                       | Francia         | 1.1    | Christophe Riblon               | Ag2r Prévoyance                       |
| 22.     | Giro del Canavese                      | Italia          | 1.2U   | Marco Frapporti                 | MX3 CC Cremonese Arvedi Unide         |
| 22.     | Gran Premio Ciudad de Misano Adriático | Italia          | 1.1    | Danilo Napolitano               | Lampre-Fondital                       |
| 22.     | Tour de Rijke                          | Países Bajos    | 1.1    | Gert Steegmans                  | Quick Step-Innergetic                 |
| 23.     | Dúo Normando                           | Francia         | 1.2    | Bradley Wiggins Michiel Elijzen | Cofidis                               |
| 23.     | Gran Premio de Isbergues               | Francia         | 1.1    | Martin Elmiger                  | Ag2r Prévoyance                       |
| 23.     | G. P. Industria y Comercio de Prato    | Italia          | 1.1    | Filippo Pozzato                 | Liquigas                              |
| 25.     | Ruota d'Oro                            | Italia          | 1.2    | Davide Bonucelli                |                                       |
| 26.     | Omloop van het Houtland                | Bélgica         | 1.1    | Steven de Jongh                 | Quick Step-Innergetic                 |

### Octubre
| Data  | Cursa                                | País     | Cat. | Vencedor             | Equip                                  |
| ----- | ------------------------------------ | -------- | ---- | -------------------- | -------------------------------------- |
| 2.    | Omloop van de Vlaamse Scheldeboorden | Bélgica  | 1.1  | Steven de Jongh      | Quick Step-Innergetic                  |
| 3.    | Giro de Münsterland                  | Alemania | 1.1  | Jos van Emden        | Rabobank Continental                   |
| 4.-7. | Circuito Franco-Belga                | Bélgica  | 2.1  | Gert Steegmans       | Quick Step-Innergetic                  |
| 6.    | Memorial Cimurri                     | Italia   | 1.1  | Leonardo Bertagnolli | Liquigas                               |
| 6.    | Piccolo Giro di Lombardia            | Italia   | 1.2  | Marco Frapporti      | Unidelta-Acc.Arvedi-Bottoli            |
| 9.    | Monte Paschi Eroica                  | Italia   | 1.1  | Aleksandr Kolobnev   | Team CSC                               |
| 11.   | Coppa Sabatini                       | Italia   | 1.1  | Giovanni Visconti    | Quick Step-Innergetic                  |
| 11.   | París-Bourges                        | Francia  | 1.1  | Romain Feillu        | Agritubel                              |
| 13.   | Giro de Emilia                       | Italia   | 1.HC | Fränk Schleck        | Team CSC                               |
| 14.   | Gran Premio Bruno Beghelli           | Italia   | 1.1  | Damiano Cunego       | Lampre-Fondital                        |
| 14.   | París-Tours sub-23                   | Francia  | 1.2U | Jürgen Roelandts     | Davitamon-Win for Life-Jong Vlaanderen |
| 16.   | Premio Nacional de Clausura          | Bélgica  | 1.1  | Floris Goesinnen     | Skil-Shimano                           |

### Pruebas anuladas
| Data | Cursa | País | Cat. | Causa |
| ---- | ----- | ---- | ---- | ----- |

## Clasificaciones
- Fuente: UCI Europa Tour

| #   | Ciclista               | Equip                        | Pts.  |
| --- | ---------------------- | ---------------------------- | ----- |
| 1.  | Alessandro Bertolini   | Serramenti PVC Diquigiovanni | 633   |
| 2.  | Luca Mazzanti          | Ceramiche Panaria-Navigare   | 462   |
| 3.  | Martijn Maaskant       | Rabobank Continental         | 449   |
| 4.  | Stefan van Dijk        | Wiesenhof-Felt               | 447   |
| 5.  | Edvald Boasson Hagen * | Team Maxbo Bianchi           | 405   |
| 6.  | Romain Feillu          | Agritubel                    | 384   |
| 7.  | Xavier Tondo           | LA-MSS                       | 373   |
| 8.  | Cândido Barbosa        | Liberty Seguros              | 372   |
| 9.  | Janek Tombak           | Jartazi-Promo Fashion        | 363   |
| 10. | Robert Hunter          | Barloworld                   | 361   |
| 11. | Mikhaïl Ignatiev *     | Tinkoff Credit Systems       | 349,5 |
| 12. | Radoslav Rogina        | Perutnina Ptuj               | 329   |
| 13. | Steffen Radochla       | Wiesenhof-Felt               | 308   |
| 14. | Lars Boom *            | Rabobank Continental         | 306   |
| 15. | Tomasz Kiendyś         | CCC Polsat-Polkowice         | 300   |
| 16. | Andy Cappelle          | Landbouwkrediet-Tönissteiner | 299   |
| 17. | Bert De Waele          | Landbouwkrediet-Tönissteiner | 291   |
| 18. | Borut Božič            | Team LPR                     | 288   |
| 19. | Eladio Jiménez         | Karpin Galicia               | 282   |
| 20. | Christian Pfannberger  | Elk Haus-Simplon             | 274   |

| #   | Ciclista                              | País         | Pts.   |
| --- | ------------------------------------- | ------------ | ------ |
| 1.  | Rabobank Continental                  | Países Bajos | 1552   |
| 2.  | Barloworld                            | Reino Unido  | 1438   |
| 3.  | Ceramiche Panaria-Navigare            | Irlanda      | 1437   |
| 4.  | Wiesenhof-Felt                        | Alemania     | 1355   |
| 5.  | Team LPR                              | Suiza        | 1277   |
| 6.  | Tinkoff Credit Systems                | Italia       | 1237,5 |
| 7.  | Agritubel                             | Francia      | 1215   |
| 8.  | Tenax                                 | Irlanda      | 1143   |
| 9.  | Relax-GAM                             | España       | 1114   |
| 10. | Perutnina Ptuj                        | Eslovenia    | 1113   |
| 11. | Landbouwkrediet-Tönissteiner          | Bélgica      | 1072   |
| 12. | Serramenti PVC Diquigiovanni          | Venezuela    | 1040   |
| 13. | Skil-Shimano                          | Países Bajos | 1031   |
| 14. | CCC Polsat-Polkowice                  | Polonia      | 998    |
| 15. | Jartazi-Promo Fashion                 | Bélgica      | 962    |
| 16. | DHL-Author                            | Polonia      | 903    |
| 17. | Chocolade Jacques-Topsport Vlaanderen | Bélgica      | 863    |
| 18. | Liberty Seguros                       | Portugal     | 849    |
| 19. | Acqua & Sapone                        | Italia       | 833,6  |
| 20. | Elk Haus-Simplon                      | Austria      | 770    |

| #   | País         | Pts.   |
| --- | ------------ | ------ |
| 1.  | Italia       | 2868,4 |
| 2.  | España       | 2475   |
| 3.  | Países Bajos | 2425   |
| 4.  | Rusia        | 2031,5 |
| 5.  | Bélgica      | 1741   |
| 6.  | Polonia      | 1725   |
| 7.  | Francia      | 1623   |
| 8.  | Eslovenia    | 1542   |
| 9.  | Alemania     | 1485   |
| 10. | Portugal     | 1357   |
| 11. | Ucrania      | 1175   |
| 12. | Eslovaquia   | 1006   |
| 13. | Croacia      | 977    |
| 14. | Dinamarca    | 942    |
| 15. | Bielorrusia  | 876,3  |
| 16. | Austria      | 847    |
| 17. | Noruega      | 770    |
| 18. | Estonia      | 723    |
| 19. | Lituania     | 674    |
| 20. | Bulgaria     | 637    |

| #   | País (Sub-23) | Pts.   |
| --- | ------------- | ------ |
| 1.  | Rusia         | 1372   |
| 2.  | Países Bajos  | 1017   |
| 3.  | Italia        | 926    |
| 4.  | Francia       | 695    |
| 5.  | Bélgica       | 632    |
| 6.  | Alemania      | 579,75 |
| 7.  | Eslovenia     | 558    |
| 8.  | Noruega       | 503    |
| 9.  | Dinamarca     | 457    |
| 10. | Lituania      | 442    |
| 11. | Eslovaquia    | 422    |
| 12. | Polonia       | 419    |
| 13. | Portugal      | 396    |
| 14. | Suiza         | 293    |
| 15. | Letonia       | 205    |
| 16. | Moldavia      | 192    |
| 17. | Hungría       | 179    |
| 18. | España        | 171,5  |
| 19. | Luxemburgo    | 169    |
| 20. | Ucrania       | 165    |